# Caporal privé
Les caporaux libres (également caporaux privés, alternativement Fahnenjunker) sont les candidats officiers (principalement nobles) des compagnies du centre (mousquetaires, fusiliers) de l'infanterie et plus généralement des dragons, dans les armées territoriales du Saint Empire romain germanique. Dans la cavalerie, ils s'appellent Standartenjunker. Le maréchal autrichien prince Eugène de Savoie est considéré comme l'inventeur de cette institution.
Les caporaux privés sont largement exemptés des obligations des autres sous-officiers ; ils sont généralement chargés de porter le drapeau.
Dans l'artillerie, qui ne porte ni drapeaux ni étendards, il n'existe pas de grades distincts d'aspirants officiers dans de nombreux États du Saint-Empire. Les aspirants passent par la carrière générale, parfois déjà comme bombardier, pour être ensuite promus de préférence au grade d'officier. L'appellation Stückjunker (d'après la désignation autrefois courante pour les pièces d'artillerie, Stücke) désigne plutôt dans l'artillerie le grade d'officier le plus bas (analogue à l'enseigne dans l'infanterie ou au cornette dans la cavalerie) ; l'une des rares exceptions était l'électorat de Brunswick-Lunebourg, où le Stückjunker est classé comme aspirant officier avant tous les sous-officiers.
Le grade est généralement considéré comme le privilège des candidats officiers à prédominance noble. La plupart des candidats sont entrés dans les régiments alors qu'ils sont encore jeunes. Par exemple, le futur général hussard Hans Joachim von Zieten est caporal privé dans le régiment d'infanterie (de) von Schwendy (de) à l'âge de seize ans. La promotion est généralement prononcée après une formation militaire de base. Il n'est cependant pas rare que le candidat attende plusieurs mois ou années, qu'il complète au grade d'équipe ou comme caporal. Le régiment des grenadiers royaux de Potsdam, connu sous le nom de Riesengarde ou Lange Kerls, compte de nombreux soldats nobles alignés avec les fils de paysans et les compagnons. Après plusieurs années de service sans reproche, des sous-officiers non nobles accèdent parfois au grade de caporal privé, puis d'officier.
En Prusse, un caporal privé sert dans chaque compagnie de mousquetaires. Il se situe entre les caporaux et les sergents de la compagnie. Depuis 1763, les cinq plus anciens caporaux privés reçoivent le brevet d'enseigne (c'est-à-dire qu'ils ont maintenant le grade d'officier et ont un rang supérieur sur les sergents). Ils sont donc appelés enseignes porte-épée et sont autorisés à porter le porte-épée d'officier d'argent sur le sabre court de l'équipage.
En Prusse, le caporal privé est aboli au cours de la réforme de l'armée prussienne après 1806. À sa place vient le grade d'enseigne (maintenant grade d'homme de rang) et l'enseigne porte-épée (désormais au rang de sous-officier).